# Petroupim
Petroupim település Csehországban, a Benešovi járásban. Petroupim Vranov, Benešov, Přestavlky u Čerčan, Soběhrdy, Teplýšovice és Kozmice településekkel határos. Lakosainak száma 376 fő (2024. január 1.).

## Népesség
A település lakosságának változását az alábbi diagram mutatja:
| Lakosok száma | 480  | 476  | 447  | 303  | 267  | 305  | 309  | 306  | 292  | 376  |
|               | 1869 | 1900 | 1921 | 1961 | 1980 | 2011 | 2016 | 2019 | 2021 | 2024 |